# Grønlands Turist- og Erhvervsråd
Grønlands Turist- og Erhvervsråd er Grønlands officielle erhvervsudviklingsselskab og er ejet 100% af Grønlands Selvstyre.
Selskabet blev etableret i 1992 med det primære formål at udvikle en bæredygtig turisme og markedsføre landets oplevelser. I dag er Grønlands Turist- og Erhvervsråds hovedmålgrupper iværksættere og mindre virksomheder inden for både landbaserede erhverv og turisme, ligesom selskabet i stigende grad arbejder med udvikling af væksterhverv og internationalt programsamarbejde. Markedsføringen af Grønland som rejsemål spiller derudover en vigtig rolle.
Deres hovedkontor er placeret i Nuuk.
Fra København varetager marketingkontoret.

## Eksterne links
Greenland.com
|  | Denne artikel kan blive bedre, hvis der indsættes geografiske koordinater Denne artikel omhandler et emne, som har en geografisk lokation. Du kan hjælpe ved at indsætte koordinater i wikidata. |